# Henryk Wieczorek
Henryk Piotr Wieczorek (Chorzów, 14 dicembre 1949) è un ex calciatore polacco, di ruolo centrocampista.

## Carriera

### Club
Ha giocato nella prima divisione polacca ed in quella francese, oltre che nella seconda divisione polacca.

### Nazionale
Con la nazionale polacca ha preso parte ai Mondiali 1974, chiusi al terzo posto e ai Giochi Olimpici di Montréal 1976 in cui giocò da titolare come libero la finale persa 3 a 1 contro la Germania Est.

## Palmarès

### Club
- Campionato polacco di seconda divisione: 1

Górnik Zabrze: 1978-1979

### Nazionale
- Argento olimpico: 1

Montréal 1976